# Poetry Book Society
Poetry Book Society (sigla PBS ) fue una asociación británica de amigos de la poesía fundada en 1953 por el poeta T. S. Eliot y varios amigos. Se disolvió en 2016.

## Historia
La PBS fue fundada en 1953 por T. S. Eliot y varios amigos, entre ellos Sir Basil Blackwell, "para propagar el arte de la poesía". Eric Walter White fue su secretario desde diciembre de 1953 hasta 1971, y posteriormente fue presidente de la sociedad. La PBS fue presidida por Philip Larkin en la década de 1980. Cada trimestre, la Sociedad seleccionaba un libro de poesía recién publicado para ofrecerlo a sus miembros, así como cuatro "recomendaciones" para su compra opcional. Más tarde, amplió los títulos seleccionados para promover la poesía y su traducción. La sociedad también publicó la revista trimestral de poesía PBS Bulletin, y entre 1993 y 2016 administró el Premio T. S. Eliot. Tras la iniciativa de la Sociedad de Poesía de su promoción "Poetas de la Nueva Generación" en 1994, la PBS organizó dos promociones posteriores de "Poetas de la Próxima Generación" en 2004 y 2014. En 2016, la antigua organización benéfica Poetry Book Society que había gestionado el club de lectura desde 1953 tuvo que ser disuelta, y su director, Chris Holifield, fue nombrado nuevo director del Premio TS Eliot, y el club de lectura y el nombre de la empresa fueron asumidos por la agencia de ventas de libros Inpress Ltd de Newcastle.
La British Library adquirió el archivo de la Poetry Book Society desde 1988 a 1996, que consta de documentos organizativos, correspondencia, documentos financieros, publicidad y fotografías. 